# Carhuapampa (distrito)
O Distrito peruano de Carhuapampa é um dos onze distritos que formam a Província de Ocros, situada no Ancash, pertencente a Região Ancash, Peru.

## Transporte
O distrito de Carhuapampa é servido pela seguinte rodovia:
- PE-16A, que liga o distrito de Oyón (Região de Lima) à cidade de Pativilca (Região de Lima) [2][3][4]